# تیم هاردن
تیم هاردن (انگلیسی: Tim Harden؛ زادهٔ january ۲۷, ۱۹۷۴ (۵۱ سال)) ورزشکار دو و میدانی اهل ایالات متحده آمریکا است.
وی در مسابقات کشوری و بین‌المللی در مجموع برندهٔ ۱ مدال طلا، ۲ مدال نقره شده‌است.